# Muzeul Memorial „George Enescu” din Dorohoi
Muzeul Memorial „George Enescu” din Dorohoi este un muzeu județean din Dorohoi, amplasat în Str. George Enescu nr. 81. 
Muzeul este organizat în casa tatălui compozitorului, Costache Enescu, casă în care George Enescu (1881 - 1955) a locuit nouă ani, și cuprinde 6 camere. Clădirea a fost ridicată în a doua jumătate a secolului al XIX-lea. 

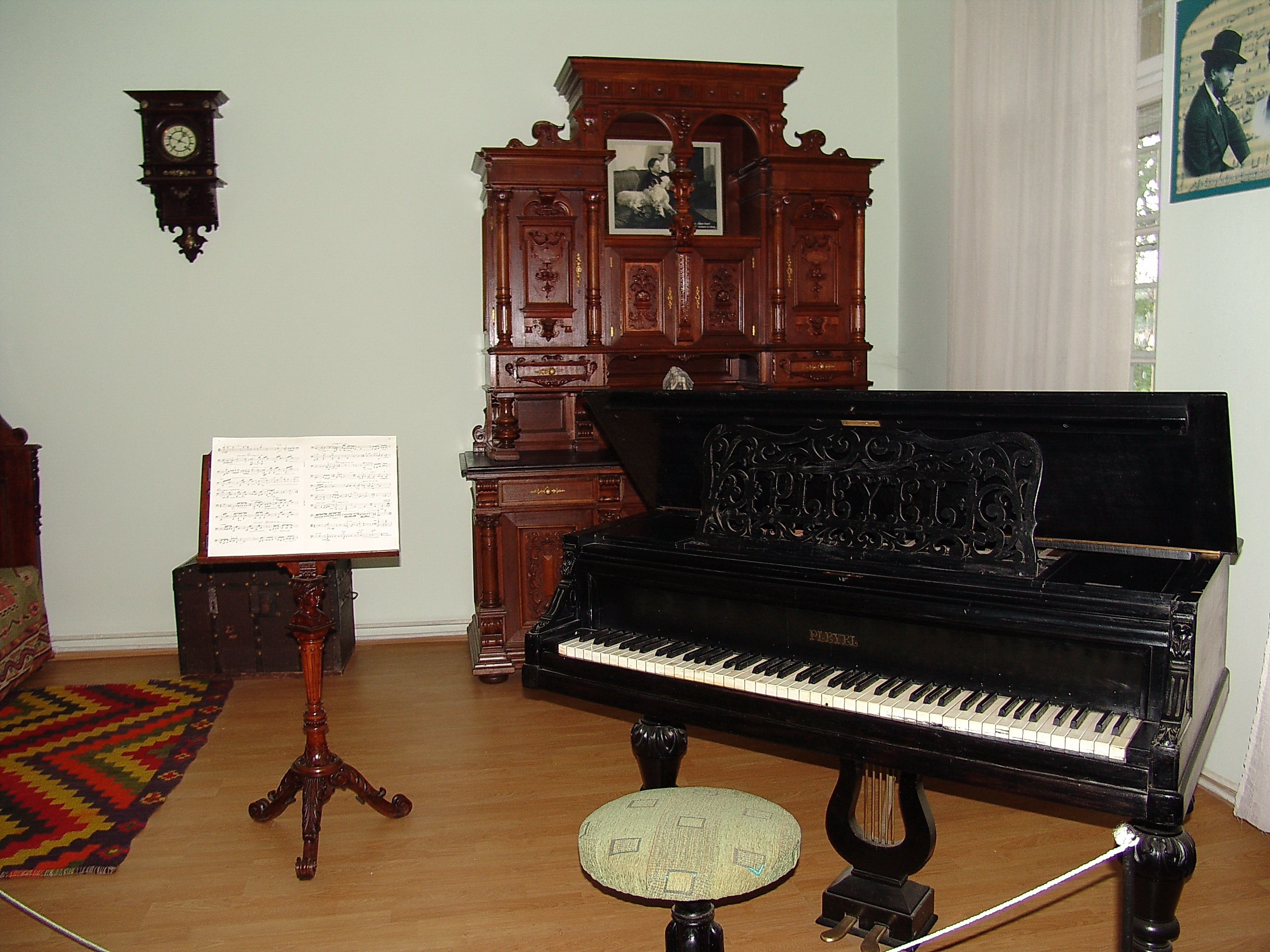
Muzeul „George Enescu" din Dorohoi - Interior

Colecția conține obiecte care au aparținut compozitorului: piese de mobilier (recompunând atmosfera de epocă), pian, viori, partituri, manuscrise (printre care și opera Oedip, și testamentul muzicianului), fotografii și fotocopii, scrisori originale, cărți, picturi, mulajele mâinilor sale, masca mortuară, obiecte de îmbrăcăminte, afișe, distincțiile primite.
Clădirea muzeului este declarată monument istoric, având codul BT-II-m-B-01974.

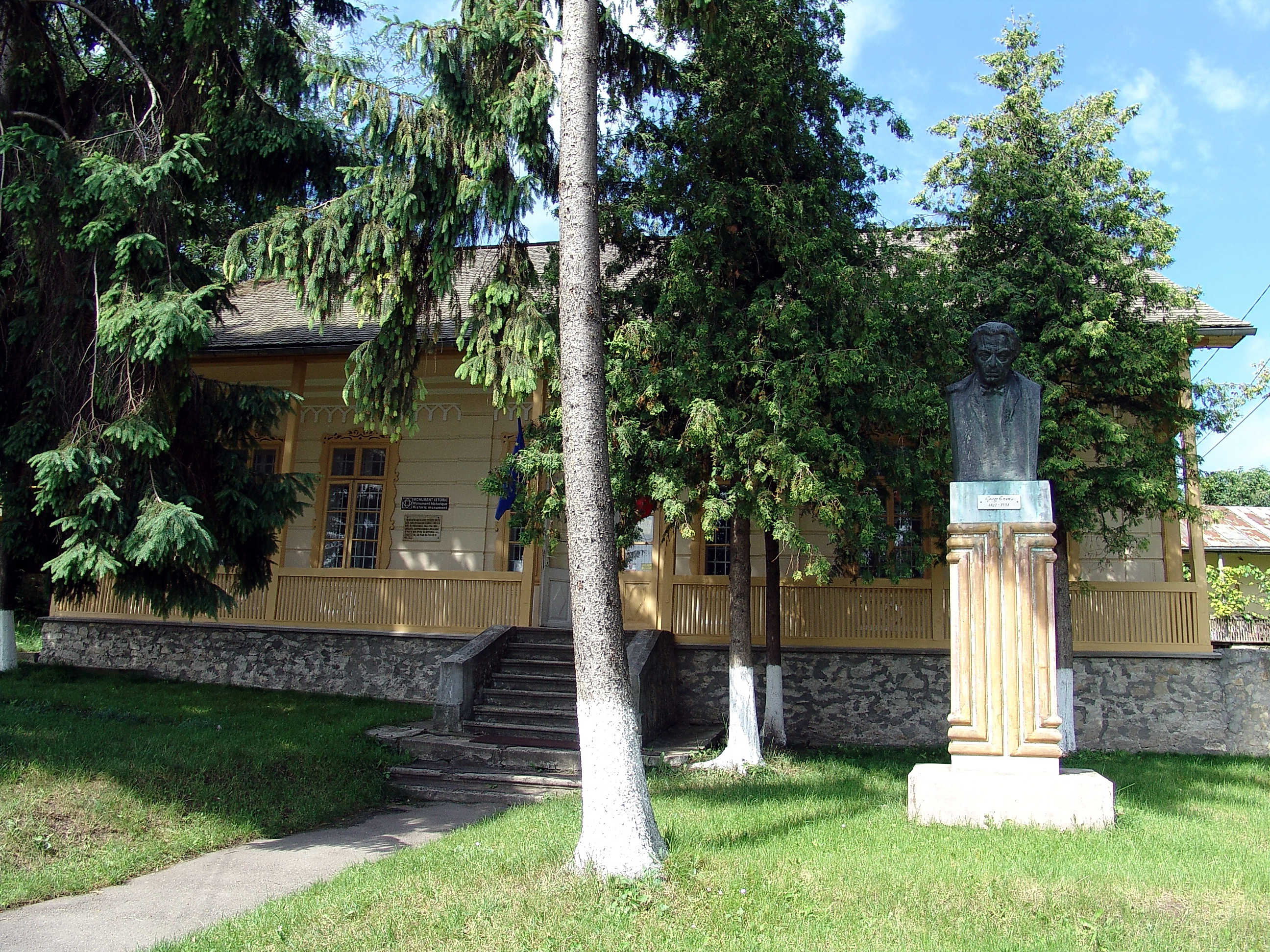
Muzeul „George Enescu" din Dorohoi - Intrare și bust